# آنونه دی بریانتزا
آنونه دی بریانتزا (به ایتالیایی: Annone di Brianza) یک کومونه در ایتالیا است که در استان لکو واقع شده‌است. آنونه دی بریانتزا ۵٫۸ کیلومتر مربع مساحت و ۲٬۳۰۲ نفر جمعیت دارد و ۲۶۵ متر بالاتر از سطح دریا واقع شده‌است.

## خواهرخوانده
شهر آنونه ونتو خواهرخواندهٔ آنونه دی بریانتزا هست.